# Christian Tramitz
Christian Tramitz (Monaco, 13 luglio 1955) è un attore, comico e doppiatore tedesco.

## Biografia
È figlio del produttore cinematografico Rudolf Tramitz e di sua moglie Monica (da nubile Hörbiger). È il fratello maggiore del violinista Nicolas Geremus.
È cugino dell'attrice Mavie Hörbiger e tramite matrimonio dell'attrice Christiane Hörbiger. È stato sposato con la giornata Christiane Tramitz (da nubile Doermer) con la quale ha avuto una coppia di gemelli. In seconde nozze ha generato un figlio: l'attore bambino Tamo Tramitz nato nel 2005.

## Filmografia

### Cinema
- Der Schuh des Manitu - regia di Michael Herbig (2001)
- (T)Raumschiff Surprise - Periode 1 - regia di Michael Herbig (2004)
- 7 Zwerge – Männer allein im Wald - regia di Sven Unterwaldt (2004)
- French for Beginners - Lezioni d'amore - regia di Christian Ditter (2006)
- 7 Zwerge – Der Wald ist nicht genug - regia di Sven Unterwaldt (2006)
- 300 ore per innamorarsi - regia di Til Schweiger (2007)
- Freche Mädchen - Ragazze sfacciate - regia di Ute Wieland (2008)
- Tesoro, sono un killer - regia di Sebastian Niemann (2009)
- Ghosthunters - Gli acchiappafantasmi - regia di Tobi Baumann (2015)
- Traumfrauen - regia di Anika Decker (2015)
- Gut zu Vögeln - regia di Mira Thiel (2016)
- Bullyparade – Der Film - regia di Michael Herbig (2017)

### Televisione
- Soko 5113 - serie TV (4 episodi) (1986-2012)
- Il commissario Köster - serie TV (1 episodio) (1991)
- Bullyparade - serie TV (1997-2002)
- Solo für Sudmann - serie TV (1 episodio) (1997)
- Zwei Brüder - serie TV (1 episodio) (2000)
- Edel & Starck - serie TV (1 episodio) (2003)
- Hamburg Distretto 21 - serie TV (6 episodi) (2009)
- Die Gipfelzipfler - serie TV (10 episodi) (2010)
- Altes Geld - miniserie TV (2 episodi) (2015)

## Doppiaggio
- Colt in Sceriffi delle stelle
- George Clooney in Il ritorno dei pomodori assassini
- Steelbeak in Darkwing Duck
- Narratore della sigla in Xena - Principessa guerriera
- Judge Reinhold in Santa Clause
- Torcia Umana in I Fantastici Quattro
- Philip in South Park - Il film: più grosso, più lungo & tutto intero
- Scrad & Charlie (Johnny Knoxville) in Men in Black II
- Captain Grey Edwards in Final Fantasy
- Marlin in Alla ricerca di Nemo e Alla ricerca di Dory
- Asterix in Asterix e i vichinghi
- Chick Hicks in Cars - Motori ruggenti
- Franz in Lissy - Principessa alla riscossa
- Telespalla Bob in I Simpson (dal 2008)
- Boble in Trilli
- Bolt in Bolt - Un eroe a quattro zampe
- Fujimoto in Ponyo sulla scogliera
- Tony in Rick and Morty
- Mr. Boss in Smiling Friends

## Doppiatori italiani
Nelle versioni in italiano delle opere in cui ha recitato, Christian Tramitz è stato doppiato da:
- Angelo Maggi in Tesoro, sono un killer